# Телефонисткиња
Телефонисткиња (или телефониста) је била особа која је успостављала телефонски разговор између две особе.
У доба док није било аутоматских телефонских централа, тј. док телефонски саобраћај није потпуно аутоматизован, телефонисткиње су биле незамењиве за обављање телефонских разговора. Телефонисткиње су практично постојале крајем деветнаестог века као и готово цео двадесети век.
Особа која није имала сопствени телефонски апарат је морала унапред, дописом, заказати разговор у пошти одређеног дана и у одређено време.
Телефонисткиња би успоставила везу са другом телефонисткињом и обе би преко разгласа прозивале особе које треба да обаве разговор („Петровић, разговор са Сомбором, кабина 5...“). Ушавши у кабину, често се дешавало да веза није успостављена или је прекинута па би телефонисткиња поново успостављала везу.
У случају да једна од две особе у разговору има телефон код куће, онда би у вези учествовала само једна телефонисткиња на страни особе која нема телефон и која разговара из кабине. Тако је изгледао полуаутоматски телефонски саобраћај.
Шездесетих година у Србији је аутоматизован телефонски саобраћај, али су остале многе телефонисткиње у кућним централама. Деведесетих година двадесетог века и то се угасило као активност.
Данас телефонисткиње постоје само још у службама које се баве давањем информација али је и њихов посао максимално аутоматизован. 
Телефонисткиње у Србији су 1905. године написале писмо скупштини тражећи да се права школованих жена при запошљавању изједначе са правима мушкараца.